# Ciutat de Barcelona 2000
Il Ciutat de Barcelona 2000 è stato un torneo di tennis facente parte della categoria ATP Challenger Series nell'ambito dell'ATP Challenger Series 2000. Il torneo si è giocato a Barcellona in Spagna dal 2 all'8 ottobre 2000 su campi in terra rossa.

## Vincitori

### Singolare
Albert Portas ha battuto in finale  Óscar Serrano Rodríguez con il punteggio di 3–6, 6–4, 6–3

### Doppio
Tomás Carbonell /  Albert Portas hanno battuto in finale  Marcus Hilpert /  Jens Knippschild con il punteggio di 5–7, 6–1, 6–4